# Amazon Air
Amazon Air (früher Amazon Prime Air, im Außenauftritt stets Prime Air, nicht zu verwechseln mit dem gleichnamigen Drohnenlogistikprogramm Prime Air) ist eine virtuelle Frachtfluggesellschaft von Amazon.com mit Sitz in Hebron, Kentucky (in der Nähe von Cincinnati, Ohio) und Basis auf dem Flughafen Cincinnati. Die Flotte von Amazon Air wird dabei von Air Transport International, Atlas Air, Cargojet Airways, Silver Airways sowie Sun Country Airlines und in Europa von ASL Airlines Ireland betrieben.

## Geschichte
Ende 2015 begann Amazon zu Testzwecken ab Wilmington Air Park Frachtflüge unter dem Codenamen Project Aerosmith anzubieten. Kurz darauf wurde bekannt gegeben, dass Amazon eine eigene Frachtflotte aufbauen wolle.
Im März 2016 kaufte Amazon von Air Transport International Anteile in Höhe von 19,9 % und nahm mit 20 Boeing 767 den Betrieb auf.
Am 4. August 2016 präsentierte Amazon ein mit dem Label Prime Air bemaltes Frachtflugzeug, eine 22 Jahre alte Boeing 767-300F namens Amazon One mit dem Kennzeichen N1997A in Erinnerung an das Jahr des Börsengangs von Amazon und einer Anspielung auf die Primzahl 1997 (englisch: „prime“). Dieses Flugzeug wurde zu diesem Zeitpunkt durch Atlas Air betrieben.
Am 31. Januar 2017 gab Amazon bekannt, dass der Flugbetrieb zum Flughafen Cincinnati verlegt und dieser Flughafen zukünftig als Hub genutzt werden soll. Die Betriebsaufnahme war am 30. April 2017. Amazon erhielt 40 Millionen Dollar an Subventionen und plant für 1,5 Milliarden Dollar die Errichtung von einem Gelände mit umgerechnet 372 Hektar, auf welchem eine knapp 28 Hektar große Sortierhalle und Platz für 100 Flugzeuge entstehen soll.
Im Dezember 2017 entschied das Unternehmen, den Namen Prime Air in Amazon Air umzubenennen, um Verwirrungen mit dem Zustelldienst per Drohne zu vermeiden.
Schon früher hatte Amazon Frachtflugzeuge gemietet, aber ohne spezielle Firmen-Bemalung. Längerfristig plante Amazon, bis zu 40 Frachtflugzeuge betreiben zu lassen. Ende 2017 waren 32 Flugzeuge im Einsatz, welche von Air Transport International (20) und Atlas Air (12) gemietet wurden. Einige, mindestens acht der im Einsatz befindlichen Flugzeuge erhielten den Amazon-Prime-Schriftzug. Im Dezember 2017 war die Eigenbezeichnung bei Amazon für die Frachtflugzeugdienste „Amazon Air“.
Amazon könnte mit eigenen Frachtflugzeugen zu einer eigentlichen Konkurrenz von UPS, FedEx und DHL werden. Einerseits betreibt Amazon seit 2015 einen eigenen Lastwagen-Fuhrpark unter dem Label Prime, andererseits kann Amazon in Zukunft überschüssigen Platz in seinen Frachtflugzeugen an Dritte günstig versteigern analog wie heute seine Serverkapazitäten.
Am 3. Juni 2020 gab das Unternehmen bekannt, weitere 12 Boeing 767-300 zu leasen, um die Flotte auf über 80 Flugzeuge zu erweitern, wobei eines der Flugzeuge im Mai 2020 und der Rest im Jahr 2021 ausgeliefert werden soll.
Seit dem 26. Oktober 2020 ist auch eine erste Boeing 737-800 für den europäischen Markt am Flughafen Köln stationiert, wo Amazon Air bereits seit April 2019 mittels angemieteter Flugzeuge operiert.
Ab November 2020 nahm Amazon Air für rund drei Jahre ein regionales Luftfrachtzentrum in Leipzig-Halle in Betrieb und fertigte dort täglich zwei Boeing 737-400 von ASL Airlines ab.
Am 5. Januar 2021 teilte Amazon mit, es habe zwei Fluggesellschaften insgesamt elf Maschinen abgekauft, sieben Boeing 767-300 von der Airline Delta Air Lines und vier von Westjet Airlines. Die Flugzeuge wurden zu Frachtmaschinen umgebaut und gingen nach und nach in die Flotte von Amazon über.

## Flotte

### Aktuelle Flotte
Mit Stand Juli 2024 besteht die Flotte der Amazon Prime Air aus 92 Frachtflugzeugen mit einem Durchschnittsalter von 26,1 Jahren:
| Flugzeugtyp        | Anzahl | bestellt | Anmerkungen                                                                                                   | Durchschnittsalter |
| ------------------ | ------ | -------- | --- | ------------------ |
| Airbus A330-300P2F | 03     | 07       | betrieben durch Hawaiian Airlines; Auslieferung ab Ende 2023                                                  | 6,1 Jahre          |
| Boeing 737-800BCF  | 30     |          | 9 betrieben durch ASL Airlines Ireland, 8 durch Atlas Air, 12 durch Sun Country Airlines; 1 durch QuikJet     | 21,7 Jahre         |
| Boeing 767-300BDSF | 59     | 05       | 41 betrieben durch Air Transport International, 14 durch Atlas Air, 2 durch Cargojet Airways, 2 durch ABX Air | 29,3 Jahre         |
| Gesamt             | 92     | 12       | | 26,1 Jahre         |

### Ehemalige Flugzeugtypen
In der Vergangenheit setzte Amazon Prime Air bereits folgende Flugzeugtypen ein:
- ATR 72-500F

### Aktuelle Sonderbemalungen
| Bemalung         | Flugzeugtyp        | Luftfahrzeugkennzeichen | Zeitraum          | Bild |
| ---------------- | ------------------ | ----------------------- | ----------------- | --- |
| Coming 2 America | Boeing 767-300BDSF | N491AZ                  | seit Februar 2021 | Bild gesucht Die Wikipedia wünscht sich an dieser Stelle ein Bild. Weitere Infos zum Motiv findest du vielleicht auf der Diskussionsseite . Falls du dabei helfen möchtest, erklärt die Anleitung , wie das geht. |

## Zwischenfälle

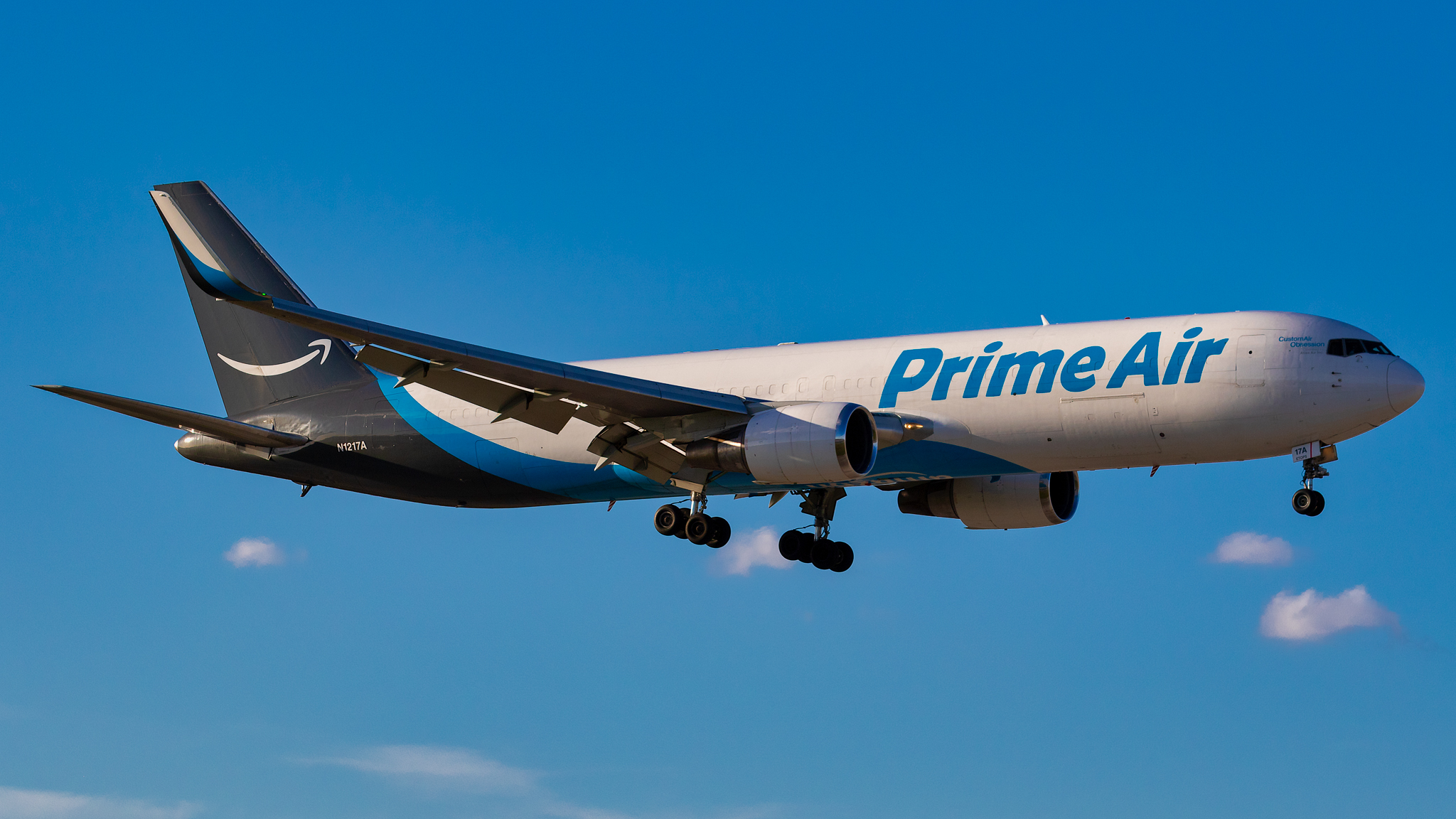
Die am 23. Februar 2019 verunglückte Maschine eine Boeing 767-300ER(BCF)

- Am 23. Februar 2019 wurde auf dem Atlas-Air-Flug 3591 eine für Prime Air betriebene Boeing 767-300ER(BCF), gegen 12:45 Uhr Ortszeit im Landeanflug auf Houston nach einem auffällig steilen Sinkflug in die Lagune Trinity Bay nahe der Kleinstadt Anahuac geflogen. Alle drei Besatzungsmitglieder kamen ums Leben.